# Austral (companie)
Austral este o companie producătoare și distribuitoare de produse de papetărie din România.
Compania a fost înființată în anul 1993 și are capital 100% românesc.
Număr de angajați în 2011: 160
Cifra de afaceri în 2008: 46.73 milioane lei (10.7 milioane euro)
Cifra de afaceri în 2009: 32.84 milioane lei (8.0 milioane euro)
Cifra de afaceri în 2010: 36.15 milioane lei (8.8 milioane euro)
Cifra de afaceri în 2011: 41.16 milioane lei (9.4 milioane euro)